# Argishtis I di Urartu
Argisthis I, in armeno Արգիշտի, (827 a.C. circa – 764 a.C.), è stato un re armeno, il sesto re di Urartu noto che regnò dal 786 a.C. al 764 a.C. e fondò la cittadella di Erebuni nel 782 a.C., l'attuale capitale dell'Armenia, Erevan.

## Biografia
Figlio e successore di Menua, continuò la serie di conquiste iniziate dal suo predecessore. Venne coinvolto in una serie di conflitti inconcludenti con il re dell'Assiria Salmanassar IV, ma conquistò la parte settentrionale della Siria e fece di Urartu il più potente Stato post-ittita dell'Asia Minore. Ampliò inoltre il suo regno a nord del lago Sevan conquistando gran parte del Diauehi e la valle del monte Ararat.  Argisti costruì la fortezza di Erebuni nel 782 a.C. e la fortezza di Argishtikhinili nel 776 a.C.
Gli succedette il figlio Sarduri II.
Alcuni linguisti sostengono che il nome Argištiše abbia etimologia indo-europea (armena). Comparare l'armeno արեգ (translit. areg) – “dio del sole”, “sole”, Phrygian ΑΡΕJΑΣΤΙΝ (translit. Areyastin) - “epiteto di grande madre”  e il Greco αργεστής (translit. argestes) - “brillante”, “bianco”.